# Gaia Parravicini
Gaia Parravicini (* 17. April 2005) ist eine italienische Tennisspielerin.

## Karriere
Parravicini spielt bislang vor allem Turniere auf der ITF Women’s World Tennis Tour, wo sie bisher einen Doppeltitel gewann.

## Turniersiege

### Doppel
| Nr. | Datum         | Turnier             | Kategorie | Belag     | Partnerin     | Finalgegnerinnen               | Ergebnis         |
| --- | ------------- | ------------------- | --------- | --------- | ------------- | ------------------------------ | ---------------- |
| 1.  | 16. März 2024 | Scharm asch-Schaich | ITF W15   | Hartplatz | Daria Frayman | Laura Cíleková Zuzanna Kolonus | 0:6, 6:3, [10:8] |